# حشوان
| زمان نوح که به گفته کتاب مقدس , در ماه حشوان جهان را آب فرا گرفت. |                   |
| شماره ماه:                                                        | ۸                 |
| شمار روزها:                                                       | ۲۹ (گاهی ۳۰ روزه) |
| فصل:                                                              | پاییز             |
| گاه‌شماری میلادی:                                                  | اکتبر–نوامبر      |

مارچشوان (به عبری: מַרְחֶשְׁוָן) یا به اختصار حشوان (به عبری: חֶשְׁוָן) دومین ماه از تقویم عبری است. حشوان ماهی پاییزی و ۲۹ روزه (گاهی ۳۰ روزه) است.